# Meliah Rage
Meliah Rage ist eine US-amerikanische Power- und Thrash-Metal-Band, die im Jahr 1987 in Boston, Massachusetts, gegründet wurde.

## Geschichte
Die Band wurde im Jahr 1987 von Gitarrist Anthony Nichols gegründet. Kurze Zeit später stießen noch Sänger Mike Munro, Gitarrist Jim Koury, Schlagzeuger Stuart Dowie und Bassist Jesse Johnson zur Band. Zusammen nahmen sie noch im selben Jahr ein Demo auf, das drei Lieder enthielt. Durch dieses kamen sie zu einem Vertrag mit Epic Records, obwohl sie bisher nur acht Konzerte gespielt hatten. Die Aufnahmen zum ersten Album namens Kill to Survive folgten und es wurde ein Video zum Lied Beginning of the End aufgenommen, das weltweit bei MTV ausgestrahlt wurde. Im Jahr 1989 folgte eine dreimonatige Tour durch die USA zusammen mit Metal Church. Ein Auftritt in Detroit wurde aufgenommen und im selben Jahr als Live-EP mit dem Namen Live Kill veröffentlicht. Im selben Jahr folgten noch weitere Auftritte zusammen mit Slayer, Testament, Nuclear Assault, Manowar und Overkill.
Im Jahr 1990 begab sich die Band wieder ins Studio, um das zweite Album Solitary Solitude aufzunehmen, für dieses Album wurde ein Musikvideo zu dem Lied The Witching produziert und in Headbangers Ball auf MTV ausgestrahlt. Es folgte eine fünfwöchige Tour durch Europa. Durch das schwindende Interesse an Thrash-Metal Anfang der 1990er-Jahre löste sich die Band kurzzeitig auf, fand jedoch kurze Zeit später wieder zusammen. Neues Mitglied war Schlagzeuger Sully Erna. Sie nahmen einige Demos auf und spielten einige weitere Konzerte, bis sie sich erneut auflösten.
Im Jahr 1996 fand die Band erneut zusammen und unterschrieb einen Vertrag bei Backstreet Records. Im selben Jahr folgte das nächste Album Death Valley Dream. Im Jahr 2002 unterschrieb die Band einen Vertrag bei Screaming Ferret Records. Bei dem Label veröffentlichten sie unter dem Titel Unfinished Business die Demos, die sie einige Jahre vorher mit Sully Erna aufgenommen hatten. Das Label äußerte Interesse daran, mit der Band ein Album mit neuem Material aufzunehmen.
Sänger Mike Munro war inzwischen Vater geworden, sodass er zu beschäftigt war, um weiter seinen Posten ausüben zu können, und wurde durch seinen Freund Paul Souza ersetzt. Das Album Barely Human wurde im Jahr 2004 veröffentlicht und Meliah Rage trat bei kleineren Festivals in den USA auf. Zudem wurde ein Video zu dem Titellied von Barely Human gedreht, das Lied war auch in der US-amerikanischen Serie The Shield zu hören. Im Jahr 2006 wurde mit The Deep and Dreamless Sleep ein weiteres Album veröffentlicht. Im Jahr 2007 stieß Darren Lourie als neuer Bassist zur Band und Meliah Rage tourte drei Wochen zusammen mit Metal Church durch die USA. Die Band spielte außerdem auch auf dem Locobazooka Festival in Massachusetts als Eröffnungsband für Alice in Chains, Heaven and Hell, Queensrÿche und Alice Cooper. Später im Jahr wurde ein Video zu dem Lied Undefeated veröffentlicht.
Im Jahr 2008 stieß Originalsänger Mike Munro wieder zur Band und die Aufnahmen für das nächste Album Masquerade begannen, das im Jahr 2009 veröffentlicht wurde. Als Gastsänger war Ronny Munroe, Sänger von Metal Church, in dem Lied Last Rites zu hören. Im Jahr 2010 trat die Band zusammen mit Anvil im House of Blues in Boston auf. Mike Munro verließ wenig später die Band, um sich ganz seiner Tätigkeit in der Kirche zu widmen.
Paul Souza wurde wieder Sänger der Band und zusammen nahmen sie das Album Dead to the World auf, auf dem mit Halo of Flies eine Coverversion eines Stücks von Alice Cooper enthalten ist. Das Lied war auch auf der Remix-Version des Albums Barely Human aus dem Jahr 2004 enthalten. Dead to the World wurde 2011 bei Screaming Ferret Records/Metro City Records veröffentlicht.
Im Dezember 2010 schloss die Band einen Vertrag mit Metal on Metal Records. Die Band setzte die Aufnahmen zu Dead to the World von Januar bis Mai 2011 fort und das Album wurde im Juli veröffentlicht. Danach folgten Auftritte in Europa, unter anderem auch auf dem Headbangers Open Air in Deutschland.

## Stil
Die Band spielt eine Mischung aus Power- und Thrash-Metal. Die Stücke weisen einen melodischen Anteil auf. Neben klassischen Shouts wird auch klarer Gesang eingesetzt.

## Diskografie
- '87 Demo (Demo, 1987, Eigenveröffentlichung)
- Enter the Darkness (Single, 1988, Epic Records)
- Kill to Survive (Album, 1988, Epic Records)
- Live Kill (EP, 1989, Epic Records)
- No Mind (Single, 1990, Epic Records)
- Solitary Solitude (Album, 1990, Epic Records)
- '91 Demo (Demo, 1991, Eigenveröffentlichung)
- Death Valley Dream (Album, 1996, Backstreet Records)
- Unfinished Business (Album, 2002, Screaming Ferret Records)
- Barely Human (Album, 2004, Screaming Ferret Records)
- The Deep and Dreamless Sleep (Album, 2006, Screaming Ferret Records)
- Masquerade (Album, 2009, Screaming Ferret Records)
- Cold Cruel Fate (Single, 2011, Metal on Metal Records)
- Dead to the World (Album, 2011, Metal on Metal Records)
- Warrior (2014, Metal on Metal Records)
- Before the Kill (Compilation 2015, Metal on Metal Records)
- Idol Hands (Album, 2018, Metal on Metal Records)